# Gururin
Gururin (ぐるりん) est un jeu vidéo de puzzle développé par Face et édité par SNK en 1994 sur Neo-Geo MVS (NGM 067),,.